# Gilman Louie
Gilman Louie (nascido em 1960) é um capitalista de risco de tecnologia que começou como designer de videogame e depois administrou o fundo de capital de risco da CIA In-Q-Tel. Ele se formou em 1983 pela San Francisco State University. Em 1997, ele participou do programa de gerenciamento avançado de 13 semanas (AMP) e do programa internacional de gerenciamento sênior (ISMP) da Harvard Business School.

## Capital de risco
Louie é um parceiro da Alsop Louie Partners, um fundo de capital de risco focado em ajudar empreendedores a iniciar empresas. Os investimentos conhecidos da Alsop Louie Partners incluem Niantic, Inc., Wickr, Cleversafe, Ribbit, Zephyr Technologies, Gridspeak, Netwitness e Lookingglass Cyber Solutions.
Ele foi o primeiro CEO da In-Q-Tel, uma empresa sem fins lucrativos criada para ajudar a melhorar a segurança nacional, conectando a Comunidade de Inteligência dos Estados Unidos com empresas empreendedoras apoiadas por empreendimentos e fazendo investimentos de capital de risco em novas tecnologias.

## Videogames
Anteriormente, Louie construiu uma carreira na indústria de entretenimento interativo, com realizações que incluem o design e desenvolvimento do simulador de vôo Falcon F-16, além de ser a pessoa que licenciou Tetris, um dos videogames mais populares do mundo, de seus desenvolvedores em União Soviética. Durante essa carreira, Louie fundou e administrou uma empresa chamada Nexa Corporation que se fundiu com a Spectrum HoloByte, que mais tarde adquiriu a MicroProse. A empresa foi adquirida pela Hasbro Interactive, onde atuou como diretor de criação e gerente geral do grupo Games.com antes de fundar a In-Q-Tel. Atualmente, ele atua no conselho de administração da Niantic, Inc., criadora do Pokémon Go.

### Créditos de videogame
Projetado, programado e/ou produzido:
- Falcon 4.0 (1998), MicroProse, Inc.
- Falcon Gold (1994), Spectrum HoloByte, Inc.
- Falcon 3.0: Hornet: Naval Strike Fighter (1993), Spectrum HoloByte, Inc.
- Falcon 3.0: MiG-29 (1993), Spectrum HoloByte, Inc.
- Falcon 3.0: Operation Fighting Tiger (1992), MicroProse Software, Inc., Spectrum HoloByte, Inc.
- Falcon 3.0 (1991), Spectrum HoloByte, Inc.
- Crisis in the Kremlin (1991), Spectrum HoloByte, Inc.
- Super Tetris (1991), Spectrum HoloByte, Inc.
- Stunt Driver (1990), Spectrum HoloByte, Inc.
- Tank: The M1A1 Abrams Battle Tank Simulation (1989), Spectrum HoloByte, Inc.
- Falcon AT (1989), Spectrum HoloByte, Inc.
- Vette! (1989), Spectrum HoloByte, Inc.
- LA Crackdown (1988), Epyx
- Falcon (1987), Spectrum HoloByte, Inc.
- Captain Cosmo (1984), ASCII Corporation
- F16 Fighting Falcon (1984), ASCII Corporation, Sega
- World's Greatest Football (1984) Epyx
- Starship Simulator (1984), ASCII Corporation
- Delta Squadron (1983), Nexa Corporation
- Starship Commander (1981), Voyager Software
- Battle Trek (1980), Voyager Software

## Atividades do Conselho
Louie atuou em vários conselhos de administração, incluindo Wizards of the Coast, Total Entertainment Network, Linguagem Direta, FASA Interactive, Netwitness, Motive Medical, Wickr, Gridspeak, National Venture Capital Association (NVCA), Zephyr Technologies, a Fundação Memorial dos Oficiais da CIA, GreatSchools e a Escola Internacional Chinesa Americana em San Francisco. Ele atua no conselho da Markle Foundation e está no conselho da Greatschools.org e da Digital Promise. Louie é presidente da Federação de Cientistas Americanos, bem como do Instituto Mandarin. Em setembro de 2015, ele foi eleito presidente do conselho de uma empresa de mapeamento geoespacial em 3D dos EUA chamada Vricon.

## Prêmios
- 1988 - George Washington High School (São Francisco) - Salão de Mérito
- 1988 - Excellence in Software Awards (Prêmios Codie), Software e Information Industry Association (antiga Software Publishers Association): Melhor Realização Técnica, Melhor Simulação, Melhor Jogo de Ação/Estratégia para Falcon
- 1993 - O Distinto Empreendedor da Liga Asiática de Negócios do Ano
- 1995 - Hall da Fama da Universidade Estadual de São Francisco
- 2002 - Scientific American Fifty
- 2004 - Prêmio Instituto Navegador de Estudos Políticos
- 2005 - Prêmio Federal 100, Semana Federal do Computador
- 2006 - Medalhão da Agência Nacional de Inteligência Geoespacial pelo excelente serviço e suporte à Agência Nacional de Inteligência Geoespacial, enquanto atuava como CEO e Presidente da In-Q-Tel
- 2006 - Medalhões de Selo da Agência CIA (2) por seu serviço na comunidade de inteligência
- 2006 - Prêmio do Diretor pelo diretor da Agência Central de Inteligência, Porter Goss, por seu serviço na criação do In-Q-Tel e na prestação de serviços à comunidade de inteligência
- 2007 - Ordem do Capacete de Prata, Delta Sigma Pi
- Diretor do Medalhão Nacional de Inteligência de  2008, pelo serviço ao estabelecimento de um ambiente de igualdade, diversidade e inclusão na Comunidade de Inteligência

## Outras atividades
Gilman atuou como vice-presidente do comitê permanente de tecnologia, medidor de percepção, avaliação e revisão das Academias Nacionais dos Estados Unidos.
Ele presidiu o comitê de Previsão de Tecnologias Disruptivas Futuras para as Academias Nacionais dos Estados Unidos, que produziu dois relatórios.
Ele atuou como membro do Grupo Consultivo Técnico do Comitê Selecionado de Inteligência do Senado dos Estados Unidos e como Comissário da Comissão Nacional de Revisão de Programas de Pesquisa e Desenvolvimento da Comunidade de Inteligência dos Estados Unidos.
Foi membro do The Next Generation Project, da American Assembly e da Columbia University.
Em 2009, representando sua empresa Alsop Louie Partners, ele fez parte do comitê do Simpósio Sobre Como Evitar Surpresa Tecnológica Para Os Guerreiros de Amanhã, trabalhando ao lado da Raytheon.